# All-4-One

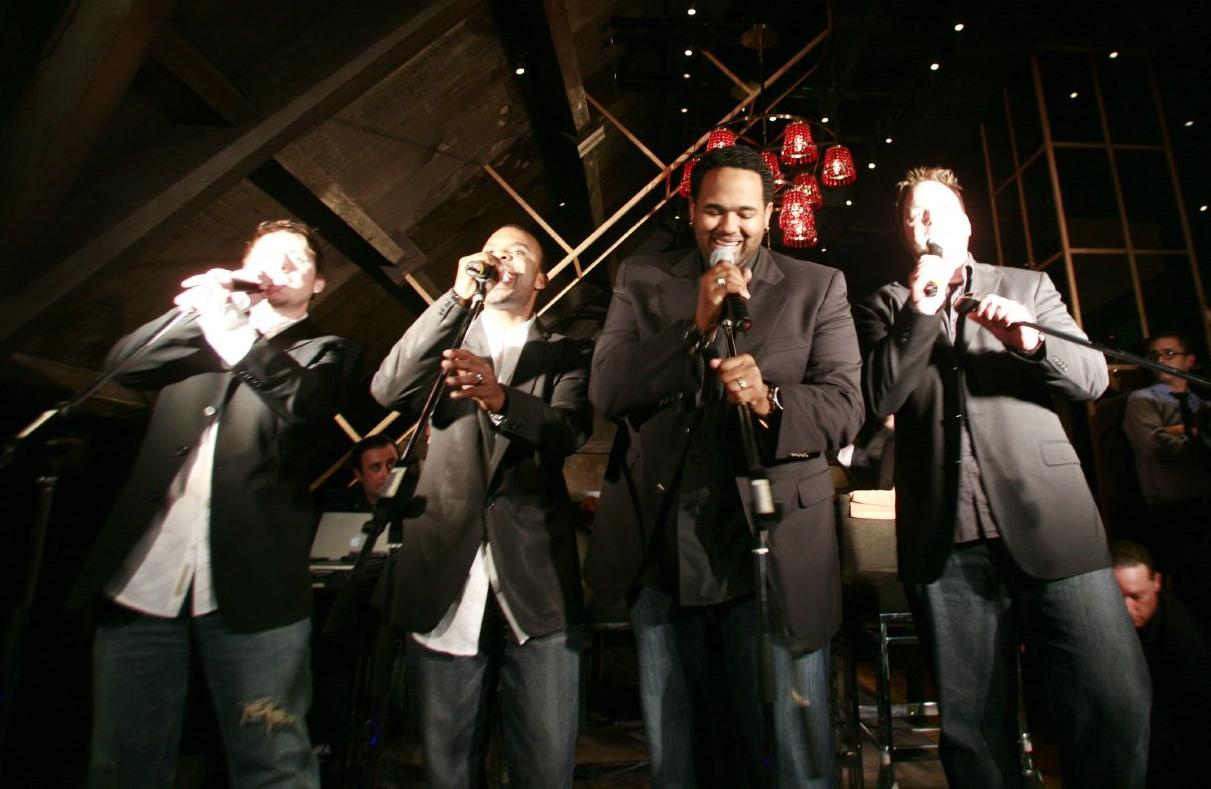
All-4-One tijdens een optreden in 2007

All-4-One is een Amerikaanse r&b-groep, die internationaal vooral bekend werd van de nummer 1-hit uit 1994 I swear.
All-4-One bestaat uit Jamie Jones (geboren 26 november 1974), Alfred Nevarez (geboren 17 mei 1973), Tony Borowiak (geboren 12 oktober 1972) en Delious Kennedy (21 december 1970). De groep werd geformeerd in een studio in Los Angeles.
De eerste single van All-4-One, So much in love, werd een top 5-hit in de Verenigde Staten. De internationale doorbraak kwam in 1994 met de cover I swear (oorspronkelijk een nummer van John Michael Montgomery). Dit nummer werd behalve een nummer 1-hit in onder meer Nederland en de Verenigde Staten ook winnaar van een Grammy Award voor het beste lied van een groep. Ook won het een nominatie voor het beste lied van het jaar. 
In 1994 kwam het album All-4-One uit, waarop de hitsingles stonden. Een jaar later kwam het album And the music speaks uit. In datzelfde jaar kwam ook een kerstalbum van de groep uit. In de Verenigde Staten scoorde de groep nog enkele hits, maar in Nederland wist de groep geen hits meer te scoren.
Na een pauze van vier jaar bracht All-4-One in 1999 een nieuw album uit, getiteld On and on. In 2001 volgde het album Has left the building.

## Discografie
- All-4-One (1994)
- And The Music Speaks (1995)
- An All-4-One Christmas (1995)
- On And On (1999)
- Has Left The Building (2001)

## Hitnoteringen
| Single met hitnotering(en) in de Vlaamse Ultratop 50 | Datum van verschijnen | Datum van binnenkomst | Hoogste positie | Aantal weken | Opmerkingen |
| ---------------------------------------------------- | --------------------- | --------------------- | --------------- | ------------ | ----------- |
| I swear                                              | 28-04-1994            | 09-07-1994            | 2               | 20           |             |
| So much in love                                      | 1994                  | 12-11-1994            | 29              | 4            |             |

| Single met eventuele hitnotering(en) in de Nederlandse Top 40 | Datum van verschijnen | Datum van binnenkomst | Hoogste positie | Aantal weken | Opmerkingen              |
| ------------------------------------------------------------- | --------------------- | --------------------- | --------------- | ------------ | ------------------------ |
| I swear                                                       | 28-04-1994            | 23-07-1994            | 1               | 15           | #1 in de Single Top 100  |
| I can love you like that                                      | 30-05-1995            |                       | tip16           |              | #33 in de Single Top 100 |

### NPO Radio 2 Top 2000
Van All-4-One stond alleen I Swear in 2001 in de NPO Radio 2 Top 2000, op plek 1774.